# Tenisová sezóna Rogera Federera 2010
Tenisová sezóna Rogera Federera 2010 znamenala pro švýcarského tenistu zisk jediného Grand Slamu, když ve finále melbournského Australian Open zdolal Skota Andy Murrayho a získal čtvrtý titul z úvodního majoru. Na zbylých třech turnajích „velké čtyřky“ skončil před branami finále. Prohra ve čtvrtfinále French Open se Švédem Robin Söderling, tak ukončila jeho rekordní šňůru 23. účastí v semifinále grandslamu za sebou. Čtyřsetová porážka ve čtvrtfinále Wimbledonu, v němž nestačil na českého hráče Tomáše Berdycha, představovala zakončení rekordní série sedminásobné účasti ve finále. Po turnaji klesl na 3. místo žebříčku ATP – nejnižší postavení od 10. listopadu 2003, kdy mu patřila stejná příčka. Během letní části roku hrané na amerických betonech se jeho trenérem stal Paul Annacone, který zlepšil jeho formu. Na US Open se probojoval do sedmého semifinále v řadě, ale nad jeho síly byl v pětisetové bitvě Srb Novak Djoković, když nedokázal proměnit dva mečboly.
V kategorii Masters čtyři finálové účasti proměnil v jediné vítězství. Počtvrté v kariéře triumfoval na Cincinnati Masters, když v posledním utkání zdolal Američana Mardyho Fishe. Třikrát, na turnajích Madrid Open, Canada Masters a Shanghai ATP Masters 1000 odešel z boje o titul poražen. V rámci třetí nejvyšší kategorie ATP 500 Series si připsal čtvrtý titul na Swiss Open v rodné Basileji.
Na závěrečném Turnaji mistrů vyhrál popáté, když ve finále zdolal Španěla Rafaela Nadala 6–3, 3–6 a 6–1. V konečné klasifikaci ATP mu patřilo 2. místo poté, co díky třem titulům z podzimní části sezóny předstihl Novaka Djokoviće.

## Přehled sezóny

### Zimní sezóna na tvrdém povrchu
Na počátku ledna odstartoval sezónu turnajem Qatar ExxonMobil Open v katarském Dauhá. Po výhře nad Lotyšem Ernestsem Gulbisem vypadl v semifinále se světovou šestkou a pozdějším vítězem Nikolajem Davyděnkem.

Během dvouhry na Australian Open

Po příjezdu do australského Melbourne, dějiště úvodního grandslamu, zorganizoval v neděli 17. ledna charitativní akci na pomoc obětem ničivého zemětřesení na Haiti. V aréně Roda Lavera se představili přední tenisté, včetně Rafaela Nadala, Novaka Djokoviće, Andy Roddicka, Kim Clijstersové, Sereny Williamsové, Lleytona Hewitta a Samanthy Stosurové.
Z pozice nasazené dvojky rozehrál Australian Open čtyřsetovou výhrou nad Rusem Igorem Andrejevem. V osmifinále si poradil s bývalou světovou jedničkou a 22. hráčem žebříčku Lleytonem Hewittem 6–2, 6–3, 6–4. Mezi posledními osmi oplatil čerstvou porážku Davyděnkovi, přestože ztratil úvodní sadu a ve druhé prohrával rozdílem dvou her. V semifinále jej po výsledku 6–2, 6–3, 6–2 nezastavil desátý hráč světa Jo-Wilfried Tsonga z Francie. Jednalo se o jeho 23. grandslamové semifinále v řadě, což byl rekordní zápis do historických statistik. Posedmé za sebou také postoupil na Australian Open minimálně do semifinále, čímž překonal Ivana Lendla. V boji o titul jej vyzval pátý nasazený Andy Murray ze Skotska, jenž neuhrál ani jeden set. Po výsledku 6–3, 6–4 a 7–6, Federer slavil rekordní šestnáctý Grand Slam kariéry a čtvrtý z Melbourne Parku. Tím se připojil k Andremu Agassimu, když v otevřené éře žádný jiný tenista nevyhrál Australian Open vícekrát (v roce 2013 na čtyři tituly dosáhl také Djoković).
Podruhé v řadě se odhlásil z arabské události Barclays Dubai Tennis Championships, tentokrát pro plicní infekci.
V únoru, kdy se nevěnoval tenisu, navštívil Etiopii v rámci charitativní pomoci.
Na okruh se vrátil březnovým Mastersem BNP Paribas Open v Indian Wells, kde odehrál první utkání od grandslamového finále. Několik dní před zahájením turnaje se zúčastnil s Nadalem a tenisovými legendami Petem Samprasem a Andrem Agassim charitativní čtyřhry pod názvem „Hit for Haiti 2“ na pomoc obětem ničivého zemětřesení na Haiti. Po volném losu ve druhém kole zdolal Rumuna Victora Hănesca, ale ve třetí fázi mu stopku vystavil Kypřan Marcos Baghdatis, jenž figuroval na 33. místě žebříčku. V repríze finálového duelu z Australian Open 2006 Švýcar nedokázal proměnit tři mečboly a utržil porážku poměrem 7–5, 5–7 a 6–7.
Na tradičně navazujícím Sony Ericsson Open v Key Biscayne přehrál ve druhém kole Ekvádorce Nicoláse Lapenttiho před rekordní návštěvou 14 000 diváků, největší ve druhé fázi tohoto turnaje. Poté, co si poradil s Italem Florentem Serrou, ukončila jeho účinkování v osmifinále česká světová dvacítka a pozdější finalista Tomáš Berdych. Rozhodl až tiebreak třetí sady těsným poměrem míčů 8:6. Federer hit 62 unforced errors in that match.

### Antuková sezóna
Antukovou část roku rozehrál na římském Mastersu Internazionali BNL d'Italia, kde kromě singlu nastoupil také do čtyřhry. Pár hrající na divokou kartu vytvořil po boku krajana Yvese Allegra. Švýcaři vypadli ve čtvrtfinále s americkým párem Sam Querrey a John Isner. Ve dvouhře se po volném postupu do druhého kola utkal s Lotyšem a 40. hráčem klasifikace Gulbisem, jemuž překvapivě podlehl po setech 6–2, 1–6 a 5–7. Poprvé od sezóny 2000 tak prohrál ve svém úvodním utkání roku na antuce, premiérově od roku 2002 se na žádném ze tří po sobě jdoucích turnajích neprobojoval do čtvrtfinále, a poprvé od sezóny 2002 ztratil zahajovací duel na římském Mastersu.

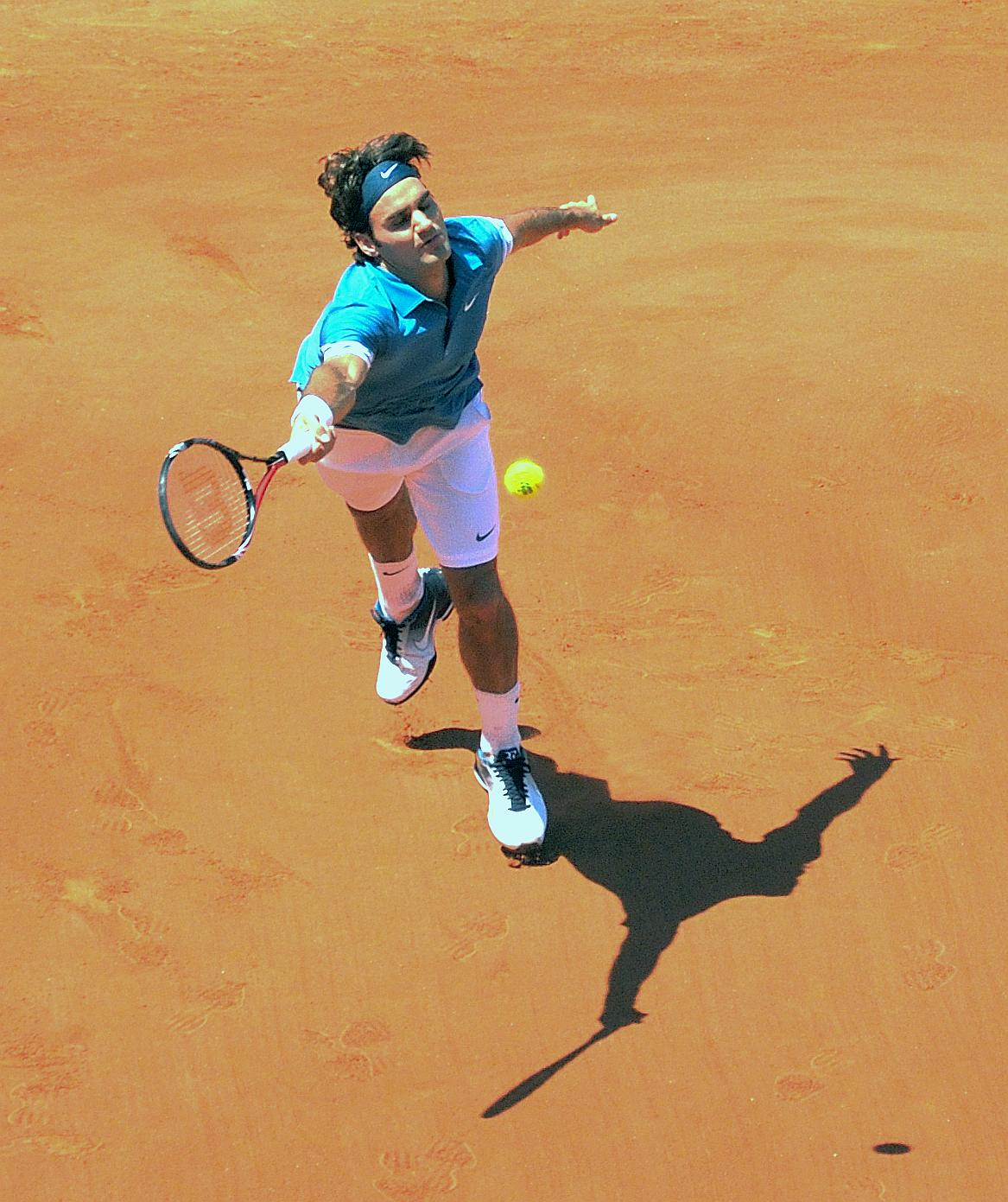
Záchrana míče na French Open

Po přesunu na portugalský Estoril Open po vítězství nad Francouzem Arnaudem Clémentem prošel do semifinále. V něm jej vyřadil španělský 34. tenista světa Albert Montañés ve dvou setech. Po utkání Federer sdělil, že se netrápí svou formou, zatímco Nadal byl porážkou svého rivala překvapen. Jednalo se o druhou Švýcarovu účast na portugalském turnaji, když v roce 2008 Estoril Open vyhrál po finálové skreči Davyděnka.
Na Mutua Madrileña Madrid Open přijížděl jako obhájce titulu. Ve třetím kole zdolal krajana Stanislase Wawrinku 6–3, 6–1 a ve čtvrtfinále oplatil čerstvou porážku Gulbisovi. Mezi poslední čtyřkou si poradil se Španělem Davidem Ferrerem 7–5, 3–6 a 6–3. Ve finále vyzval na antuce favorizovaného Rafaela Nadala, jemuž podlehl 4–6, 6–7.
Do Paříže na grandslamu French Open zavítal jako obhájce titulu. Ve třetí fázi zdolal 165. hráče žebříčku Juliana Reistera z Německa výsledkem 6–4, 6–0 a 6–4. Výhra pro něj představovala jubilejní 700. vítězství na okruhu ATP Tour a 150. vítězství na antuce. V osmifinále uspěl v krátkém období podruhé nad Wawrinkou, ale další kolo pro něj znamenalo opuštění grandslamu. Ve čtvrtfinále byl nad jeho síly Švéd Robin Söderling, který ukončil jeho rekordní tenisovou šňůru – dvacet tři semifinále na Grand Slamu v řadě dosažených během šesti let. V následné pondělní aktualizaci žebříčku ATP přenechal 1. místo Nadalovi. Na absolutní rekord v počtu týdnů strávených na čele světové klasifikace mu scházel jediný, když za Samprasovými 286 týdny jich měl na kontě 285.

### Sezóna na trávě
Tradičně prvním turnajem sezóny na trávě se stal Gerry Weber Open v německém Halle, ležícím v Severním Porýním-Vestfálsku. Na něm se probojoval přes dva Němce Philippa Kohlschreibera a Philippa Petzschnera do finále, kde nestačil na Australana Lleytona Hewitta 6–3, 6–7 a 4–6. Společně s Allegrem nastoupil do soutěže čtyřhry. V úvodním kole však podlehli německé dvojici Christopher Kas a Philipp Kohlschreiber.
Do Londýna přiletěl jako obhájce titulu. Podle zvyklostí Wimbledonu, mohou organizátoři nasazovat tenisty na základě jejich výsledků na travnatém povrchu. Proto se Federer stal turnajovou jedničkou, ačkoli před ním ve světové klasifikaci figuroval Rafael Nadal. K překvapení mohlo dojít již v zahajovacím zápasu, kdy Švýcar prohrával 0–2 na sety s Kolumbijcem Alejandrem Fallou, který ve čtvrté sadě podával na vítězství v utkání. Federer svůj jubilejní 200. duel na Grand Slamu otočil a po krátkém rozhodujícím dějství postoupil poměrem 5–7, 4–6, 6–4, 7–6 a 6–0. Ve druhém kole zdolal po čtyřsetovém průběhu 152. hráče světa Srba Iliju Bozoljace a následně přehrál francouzského hráče Arnauda Clémenta. V osmifinále jej nezastavil šestnáctý nasazený Rakušan Jürgen Melzer. Konečnou fází se pro něj stalo čtvrtfinále, když ho vyřadila česká světová třináctka a pozdější finalista Tomáš Berdych výsledkem 4–6, 6–3, 1–6, 4–6. V následné pondělní klasifikaci ATP klesl na 3. místo – nejnižší postavení od 10. listopadu 2003, kdy mu patřila stejná příčka.

### Letní sezóna na amerických betonech

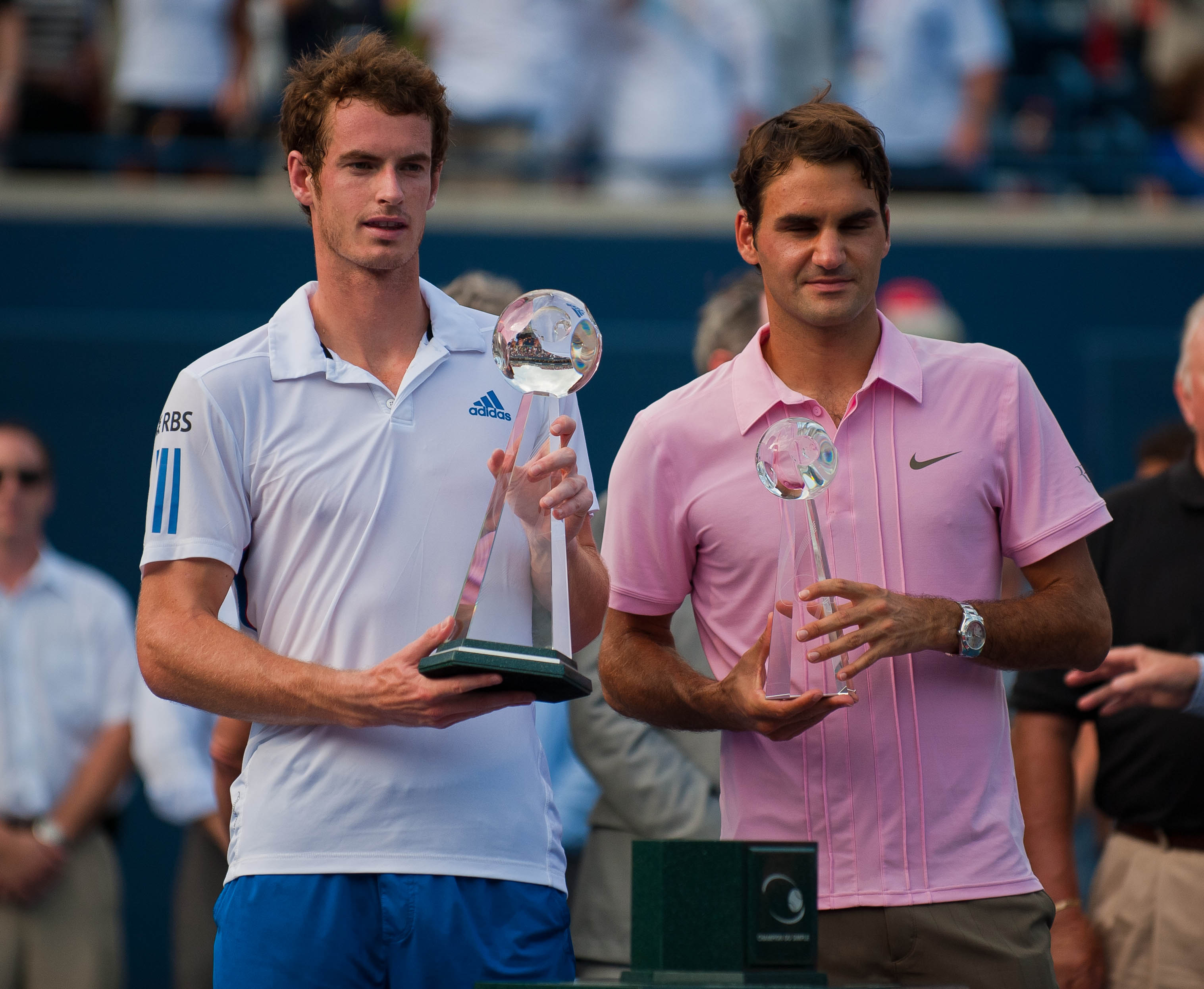
Vítěz Murray a finalista Federer na Canada Masters

Během letní přestávky mezi Wimbledonem a Canada Masters, oslovil kouče Paula Annacona, jenž dříve trénoval Peta Samprase s cílem zlepšit svou formu. Ve druhém srpnovém týdnu rozehrál premiérovou událost série US Open, když v úvodním kole Rogers Cupu porazil Argentince Juana Ignacia Chelu. Toutu výhrou překonal rekord kategorie Masters držený Andrem Agassim, když zvítězil ve 210. utkání na této úrovni. Ve čtvrtfinále oplatil wimbledonské vyřazení Berdychovi. V semifinále si poradil se srbskou světovou dvojkou Djokovićem, když o postupu v obou případech rozhodovala až těsná koncovka třetí sady. Výhrou nad Srbem si zajistil návrat na 2. místo. V bitvě o titul pak nestačil na čtvrtého hráče světa a obhájce titulu Andyho Murrayho výsledkem 5-7 a 5-7.
V navazujícím týdnu se představil z pozice turnajové trojky na ohijském Western & Southern Financial Group Masters v Cincinnati. Po volném losu, mu v první sadě druhého kola skrečoval soupeř Denis Istomin z Uzbekistánu. Duel třetí fáze neodehrál vůbec, když před zahájením odstoupil Philipp Kohlschreiber kvůli poranění ramena. Mezi poslední osmičkou přešel přes světovou šestku Nikolaje Davyděnka a v semifinále si bez komplikací přehrál Kypřana Marcose Baghdatise. Druhý titul v sezóně a celkově 63. kariéry si jako obhájce vítězství připsal po výhře nad Američanem Mardym Fishem.
Na konci srpna rozehrál newyorský grandslam US Open snadnou výhrou nad Argentincem Brianem Dabulem. Na cestě do semifinále neztratil žádný set, když na jeho raketě postupně skončili Němec Andreas Beck, Francouz Paul-Henri Mathieu, rakouský semifinalista Roland Garros Jürgen Melzer a konečně Švéd Robin Söderling, který mu ve stejné čtvrtfinálové fázi uštědřil porážku na červnovém French Open. Mezi poslední čtyřkou tenistů však nestačil na srbskou světovou trojku Novaka Djokoviće po dramatickém pětisetovém průběhu 5–7, 6–1, 5–7, 6–2 a 7–5 z pohledu Srba. V rozhodující páté sadě přitom nedokázal využít dva mečboly. Djoković jej tak vystřídal na 2. příčce žebříčku. Semifinálová účast znamenala pro Švýcara 20. vítězný zápas na Grand Slamu během jedné sezóny, a to sedmý rok za sebou. Takovou úspěšnost v minulosti zaznamenal pouze Ivan Lendl.

### Podzimní halová sezóna
Podzimní část zahájil na asijském turnaji Shanghai Rolex Masters, kde měl jako třetí nasazený v prvním kole volný los. Na cestě do finále zdolal Johna Isnera, Andrease Seppiho, světovou pětku Robina Söderlinga a v semifinále Novaka Djokoviće, kterému po měsíci vrátil porážku z US Open. V utkání o titul však nestačil, stejně jako na kanadském Mastersu, na Skota Andyho Murrayho. Z Asie odletěl na evropský kontinent, kde se představil na IF Stockholm Tournament ve švédském hlavním městě Stockholmu. Do dalšího turnajového finále se probojoval po vítězstvích nad krajanem a 21. hráčem světa Stanislasem Wawrinkou a chorvatskou světovou sedmnáctkou Ivanem Ljubičićem. Ve dvousetovém finále našel recept na Němce Floriana Mayera a slavil premiérový titul na tomto turnaji. Celkově 64. triumf na okruhu ATP znamenal, že se v počtu titulů vyrovnal Petu Samprasovi, s nímž v historických tabulkách otevřené éry sdílel 4. pozici.
V roli turnajové jedničky zavítal první listopadový týden na Davidoff Swiss Indoors do rodné Basileje. Pavoukem prošel bez ztráty setu do finále. Poté, co na jeho raketě zůstali Radek Štěpánek a Andy Roddick, si v utkání o titul poradil s Novakem Djokovićem a získal rekordní čtvrtý basilejský titul. Poprvé v kariéře postoupil na pařížském BNP Paribas Masters, probíhajícím v hale Bercy, až do semifinále. V něm byl nad jeho síly Francouz Gaël Monfils, když nedokázal zužitkovat příležitost pěti mečbolů.

Na londýnské závěrečné události roku pro osm nejlepších tenistů – Turnaji mistrů, hraném oficiálně pod názvem Barclays ATP World Tour Finals, byl ve skupině B spolu s Andym Murraym, Robinem Söderlingem a Davidem Ferrerem. Všechna tři utkání základní fáze vyhrál, když postupně zdolal Ferrera, Murrayho a Söderlinga. Poprvé na Turnaji mistrů tak v základní skupině neztratil žádnou sadu. v semifinále jej vyzval Novak Djoković, kterého porazil 6–1, 6–4 a postoupil do svého šestého finále závěrečného podniku. V něm si dokázal poradit se španělskou světovou jedničkou Rafaelem Nadalem po třísetovém průběhu 6–3, 3–6, 6–1. Pátou trofejí z Turnaje mistrů se vyrovnání rekordu nejvyššího počtu titulů, když se dotáhl na Peta Samprase a Ivana Lendla.
Po ukončení sezóny, kterou završil na 2. místě žebříčku ATP za Nadalem, s ním odehrál dvě charitativní utkání v Curychu a Madridu. Výtěžek směřoval do Nadace Rogera Federera a Nadace Rafaela Nadala.

## Přehled utkání

### Grand Slam
| turnaj          | fáze        | stav       | soupeř             | výsledek                     |
| --------------- | ----------- | ---------- | ------------------ | ---------------------------- |
| Australian Open | 1. kolo     | výhra      | Igor Andrejev      | 4–6, 6–2, 7–6(7–2), 6–0      |
| Australian Open | 2. kolo     | výhra      | Victor Hănescu     | 6–2, 6–3, 6–2                |
| Australian Open | 3. kolo     | výhra      | Albert Montañés    | 6–3, 6–4, 6–4                |
| Australian Open | 4. kolo     | výhra      | Lleyton Hewitt     | 6–2, 6–3, 6–4                |
| Australian Open | čtvrtfinále | výhra      | Nikolaj Davyděnko  | 2–6, 6–3, 6–0, 7–5           |
| Australian Open | semifinále  | výhra      | Jo-Wilfried Tsonga | 6–2, 6–3, 6–2                |
| Australian Open | finále      | vítěz (16) | Andy Murray        | 6–3, 6–4, 7–6(13–11)         |
| French Open     | 1. kolo     | výhra      | Peter Luczak       | 6–4, 6–1, 6–2                |
| French Open     | 2. kolo     | výhra      | Alejandro Falla    | 7–6(7–4), 6–2, 6–4           |
| French Open     | 3. kolo     | výhra      | Julian Reister     | 6–4, 6–0, 6–4                |
| French Open     | 4. kolo     | výhra      | Stanislas Wawrinka | 6–3, 7–6(7–5), 6–2           |
| French Open     | čtvrtfinále | prohra     | Robin Söderling    | 6–3, 3–6, 5–7, 4–6           |
| Wimbledon       | 1. kolo     | výhra      | Alejandro Falla    | 5–7, 4–6, 6–4, 7–6(7–1), 6–0 |
| Wimbledon       | 2. kolo     | výhra      | Ilija Bozoljac     | 6–3, 6–7(4–7), 6–4, 7–6(7–5) |
| Wimbledon       | 3. kolo     | výhra      | Arnaud Clément     | 6–2, 6–4, 6–2                |
| Wimbledon       | 4. kolo     | výhra      | Jürgen Melzer      | 6–3, 6–2, 6–3                |
| Wimbledon       | čtvrtfinále | prohra     | Tomáš Berdych      | 4–6, 6–3, 1–6, 4–6           |
| US Open         | 1. kolo     | výhra      | Brian Dabul        | 6–1, 6–4, 6–2                |
| US Open         | 2. kolo     | výhra      | Andreas Beck       | 6–3, 6–4, 6–3                |
| US Open         | 3. kolo     | výhra      | Paul-Henri Mathieu | 6–4, 6–3, 6–3                |
| US Open         | 4. kolo     | výhra      | Jürgen Melzer      | 6–3, 7–6(7–4), 6–3           |
| US Open         | čtvrtfinále | výhra      | Robin Söderling    | 6–4, 6–4, 7–5                |
| US Open         | semifinále  | prohra     | Novak Djoković     | 7–5, 1–6, 7–5, 2–6, 5–7      |

### ATP Tour

#### Dvouhra: 78 (65–13)
| utkání | turnaj                      | stát        | datum | kat. | místo | povrch | fáze    | soupeř / žebříček ATP       | stav   | výsledek                     | zdroj   |
| 840. | Qatar ExxonMobil Open       | Katar       | 1/4   | 250  | venku | tvrdý  | 1. kolo | Christophe Rochus / #86     | výhra  | 6–1, 6–2                     | [ 25 ]  |
| 841. | Qatar ExxonMobil Open       | Katar       | 1/4   | 250  | venku | tvrdý  | 2. kolo | Jevgenij Koroljev / #53     | výhra  | 6–2, 6–4                     | [ 26 ]  |
| 842. | Qatar ExxonMobil Open       | Katar       | 1/4   | 250  | venku | tvrdý  | QF      | Ernests Gulbis / #90        | výhra  | 6–2, 4–6, 6–4                | [ 27 ]  |
| 843. | Qatar ExxonMobil Open       | Katar       | 1/4   | 250  | venku | tvrdý  | SF      | Nikolaj Davyděnko / #6      | prohra | 6–4, 6–4                     | [ 28 ]  |
| 844. | Australian Open             | Austrálie   | 1/18  | GS   | venku | tvrdý  | 1. kolo | Igor Andrejev / #37         | výhra  | 4–6, 6–2, 7–6(7–2), 6–0      | [ 29 ]  |
| 845. | Australian Open             | Austrálie   | 1/18  | GS   | venku | tvrdý  | 2. kolo | Victor Hănescu / #47        | výhra  | 6–2, 6–3, 6–2                | [ 30 ]  |
| 846. | Australian Open             | Austrálie   | 1/18  | GS   | venku | tvrdý  | 3. kolo | Albert Montañés / #32       | výhra  | 6–3, 6–4, 6–4                | [ 31 ]  |
| 847. | Australian Open             | Austrálie   | 1/18  | GS   | venku | tvrdý  | 4. kolo | Lleyton Hewitt / #22        | výhra  | 6–2, 6–3, 6–4                | [ 32 ]  |
| 848. | Australian Open             | Austrálie   | 1/18  | GS   | venku | tvrdý  | QF      | Nikolaj Davyděnko           | výhra  | 2–6, 6–3, 6–0, 7–5           | [ 33 ]  |
| 849. | Australian Open             | Austrálie   | 1/18  | GS   | venku | tvrdý  | SF      | Jo-Wilfried Tsonga / #10    | výhra  | 6–2, 6–3, 6–2                | [ 34 ]  |
| 850. | Australian Open             | Austrálie   | 1/18  | GS   | venku | tvrdý  | Finále  | Andy Murray / #4            | vítěz  | 6–3, 6–4, 7–6(13–11)         | [ 35 ]  |
| — | BNP Paribas Open            | USA         | 3/8   | 1000 | venku | tvrdý  | 1. kolo | volný los                   |        |                              |         |
| 851. | BNP Paribas Open            | USA         | 3/8   | 1000 | venku | tvrdý  | 2. kolo | Victor Hănescu / #43        | výhra  | 6–3, 6–7(5–7), 6–1           | [ 36 ]  |
| 852. | BNP Paribas Open            | USA         | 3/8   | 1000 | venku | tvrdý  | 3. kolo | Marcos Baghdatis / #33      | prohra | 5–7, 7–5, 7–6(7–4)           | [ 37 ]  |
| — | Sony Ericsson Open          | USA         | 3/22  | 1000 | venku | tvrdý  | 1. kolo | volný los                   |        |                              |         |
| 853. | Sony Ericsson Open          | USA         | 3/22  | 1000 | venku | tvrdý  | 2. kolo | Nicolás Lapentti / #102     | výhra  | 6–3, 6–3                     | [ 38 ]  |
| 854. | Sony Ericsson Open          | USA         | 3/22  | 1000 | venku | tvrdý  | 3. kolo | Florent Serra / #61         | výhra  | 7–6(7–2), 7–6(7–3)           | [ 39 ]  |
| 855. | Sony Ericsson Open          | USA         | 3/22  | 1000 | venku | tvrdý  | 4. kolo | Tomáš Berdych / #20         | prohra | 6–4, 6–7(3–7), 7–6(8–6)      | [ 40 ]  |
| — | Internazionali BNL d'Italia | Itálie      | 4/25  | 1000 | venku | antuka | 1. kolo | volný los                   |        |                              |         |
| 856. | Internazionali BNL d'Italia | Itálie      | 4/25  | 1000 | venku | antuka | 2. kolo | Ernests Gulbis / #40        | prohra | 2–6, 6–1, 7–5                | [ 41 ]  |
| — | Estoril Open                | Portugalsko | 5/3   | 250  | venku | antuka | 1. kolo | volný los                   |        |                              |         |
| 857. | Estoril Open                | Portugalsko | 5/3   | 250  | venku | antuka | 2. kolo | Björn Phau / #138           | výhra  | 6–3, 6–4                     | [ 42 ]  |
| 858. | Estoril Open                | Portugalsko | 5/3   | 250  | venku | antuka | QF      | Arnaud Clément / #83        | výhra  | 7–6(9–7), 6–2                | [ 43 ]  |
| 859. | Estoril Open                | Portugalsko | 5/3   | 250  | venku | antuka | SF      | Albert Montañés / #34       | prohra | 6–2, 7–6(7–5)                | [ 44 ]  |
| — | Mutua Madrileña Madrid Open | Španělsko   | 5/9   | 1000 | venku | antuka | 1. kolo | volný los                   |        |                              |         |
| 860. | Mutua Madrileña Madrid Open | Španělsko   | 5/9   | 1000 | venku | antuka | 2. kolo | Benjamin Becker / #46       | výhra  | 6–2, 7–6(7–4)                | [ 45 ]  |
| 861. | Mutua Madrileña Madrid Open | Španělsko   | 5/9   | 1000 | venku | antuka | 3. kolo | Stanislas Wawrinka / #23    | výhra  | 6–3, 6–1                     | [ 46 ]  |
| 862. | Mutua Madrileña Madrid Open | Španělsko   | 5/9   | 1000 | venku | antuka | QF      | Ernests Gulbis / #34        | výhra  | 3–6, 6–1, 6–4                | [ 47 ]  |
| 863. | Mutua Madrileña Madrid Open | Španělsko   | 5/9   | 1000 | venku | antuka | SF      | David Ferrer / #12          | výhra  | 7–5, 3–6, 6–3                | [ 48 ]  |
| 864. | Mutua Madrileña Madrid Open | Španělsko   | 5/9   | 1000 | venku | antuka | Finále  | Rafael Nadal / #3           | prohra | 6–4, 7–6(7–5)                | [ 49 ]  |
| 865. | French Open                 | Francie     | 5/23  | GS   | venku | antuka | 1. kolo | Peter Luczak / #71          | výhra  | 6–4, 6–1, 6–2                | [ 50 ]  |
| 866. | French Open                 | Francie     | 5/23  | GS   | venku | antuka | 2. kolo | Alejandro Falla / #70       | výhra  | 7–6(7–4), 6–2, 6–4           | [ 51 ]  |
| 867. | French Open                 | Francie     | 5/23  | GS   | venku | antuka | 3. kolo | Julian Reister / #165       | výhra  | 6–4, 6–0, 6–4                | [ 52 ]  |
| 868. | French Open                 | Francie     | 5/23  | GS   | venku | antuka | 4. kolo | Stanislas Wawrinka / #24    | výhra  | 6–3, 7–6(7–5), 6–2           | [ 53 ]  |
| 869. | French Open                 | Francie     | 5/23  | GS   | venku | antuka | QF      | Robin Söderling / #7        | prohra | 3–6, 6–3, 7–5, 6–4           | [ 54 ]  |
| 870. | Gerry Weber Open            | Německo     | 6/7   | 250  | venku | tráva  | 1. kolo | Jarkko Nieminen / #65       | výhra  | 6–4, 6–4                     | [ 55 ]  |
| 871. | Gerry Weber Open            | Německo     | 6/7   | 250  | venku | tráva  | 2. kolo | Alejandro Falla / #67       | výhra  | 6–1, 6–2                     | [ 56 ]  |
| 872. | Gerry Weber Open            | Německo     | 6/7   | 250  | venku | tráva  | QF      | Philipp Kohlschreiber / #35 | výhra  | 7–5, 6–3                     | [ 57 ]  |
| 873. | Gerry Weber Open            | Německo     | 6/7   | 250  | venku | tráva  | SF      | Philipp Petzschner / #41    | výhra  | 7–6(7–3), 6–4                | [ 58 ]  |
| 874. | Gerry Weber Open            | Německo     | 6/7   | 250  | venku | tráva  | Finále  | Lleyton Hewitt / #32        | prohra | 3–6, 7–6(7–4), 6–4           | [ 59 ]  |
| 875. | Wimbledon                   | V. Británie | 6/21  | GS   | venku | tráva  | 1. kolo | Alejandro Falla / #60       | výhra  | 5–7, 4–6, 6–4, 7–6 (1), 6–0  | [ 60 ]  |
| 876. | Wimbledon                   | V. Británie | 6/21  | GS   | venku | tráva  | 2. kolo | lija Bozoljac / #152        | výhra  | 6–3, 6–7(4–7), 6–4, 7–6(7–5) | [ 61 ]  |
| 877. | Wimbledon                   | V. Británie | 6/21  | GS   | venku | tráva  | 3. kolo | Arnaud Clément / #86        | výhra  | 6–2, 6–4, 6–2                | [ 62 ]  |
| 878. | Wimbledon                   | V. Británie | 6/21  | GS   | venku | tráva  | 4. kolo | Jürgen Melzer / #16         | výhra  | 6–3, 6–2, 6–3                | [ 63 ]  |
| 879. | Wimbledon                   | V. Británie | 6/21  | GS   | venku | tráva  | QF      | Tomáš Berdych / #13         | prohra | 6–4, 3–6, 6–1, 6–4           | [ 64 ]  |
| 880. | Rogers Cup                  | Kanada      | 8/11  | 1000 | venku | tvrdý  | 2. kolo | Juan Ignacio Chela / #50    | výhra  | 7–6(9–7), 6–3                | [ 65 ]  |
| 881. | Rogers Cup                  | Kanada      | 8/11  | 1000 | venku | tvrdý  | 3. kolo | Michaël Llodra / #35        | výhra  | 7–6(7–2), 6–3                | [ 66 ]  |
| 882. | Rogers Cup                  | Kanada      | 8/11  | 1000 | venku | tvrdý  | QF      | Tomáš Berdych / #7          | výhra  | 6–3, 5–7, 7–6(7–5)           | [ 67 ]  |
| 883. | Rogers Cup                  | Kanada      | 8/11  | 1000 | venku | tvrdý  | SF      | Novak Djoković / #2         | výhra  | 6–1, 3–6, 7–5                | [ 68 ]  |
| 884. | Rogers Cup                  | Kanada      | 8/11  | 1000 | venku | tvrdý  | Finále  | Andy Murray / #4            | prohra | 7–5, 7–5                     | [ 69 ]  |
| — | Cincinnati Masters          | USA         | 8/16  | 1000 | venku | tvrdý  | 1. kolo | volný los                   |        |                              |         |
| 885. | Cincinnati Masters          | USA         | 8/16  | 1000 | venku | tvrdý  | 2. kolo | Denis Istomin / #53         | výhra  | 5–2skreč                     | [ 70 ]  |
| — | Cincinnati Masters          | USA         | 8/16  | 1000 | venku | tvrdý  | 3. kolo | Philipp Kohlschreiber / #33 | výhra  | bez boje                     |         |
| 886. | Cincinnati Masters          | USA         | 8/16  | 1000 | venku | tvrdý  | QF      | Nikolaj Davyděnko / #6      | výhra  | 6–4, 7–5                     | [ 71 ]  |
| 887. | Cincinnati Masters          | USA         | 8/16  | 1000 | venku | tvrdý  | SF      | Marcos Baghdatis / #20      | výhra  | 6–4, 6–3                     | [ 72 ]  |
| 888. | Cincinnati Masters          | USA         | 8/16  | 1000 | venku | tvrdý  | Finále  | Mardy Fish / #36            | vítěz  | 6–7(5–7), 7–6(7–1), 6–4      | [ 73 ]  |
| 889. | US Open, New York           | USA         | 8/30  | GS   | venku | tvrdý  | 1. kolo | Brian Dabul / #96           | výhra  | 6–1, 6–4, 6–2                | [ 74 ]  |
| 890. | US Open, New York           | USA         | 9/02  | GS   | venku | tvrdý  | 2. kolo | Andreas Beck / #104         | výhra  | 6–3, 6–4, 6–3                | [ 75 ]  |
| 891. | US Open, New York           | USA         | 9/04  | GS   | venku | tvrdý  | 3. kolo | Paul-Henri Mathieu / #109   | výhra  | 6–4, 6–3, 6–3                | [ 76 ]  |
| 892. | US Open, New York           | USA         | 9/06  | GS   | venku | tvrdý  | 4. kolo | Jürgen Melzer / #15         | výhra  | 6–3, 7–6(7–4), 6–3           | [ 77 ]  |
| 893. | US Open, New York           | USA         | 9/06  | GS   | venku | tvrdý  | QF      | Robin Söderling / #5        | výhra  | 6–4, 6–4, 7–5                | [ 78 ]  |
| 894. | US Open, New York           | USA         | 9/06  | GS   | venku | tvrdý  | SF      | Novak Djoković / #3         | prohra | 5–7, 6–1, 5–7, 6–2, 7–5      | [ 79 ]  |
| — | Shanghai Rolex Masters      | Čína        | 10/10 | 1000 | venku | tvrdý  | 1. kolo | volný los                   |        |                              |         |
| 895. | Shanghai Rolex Masters      | Čína        | 10/10 | 1000 | venku | tvrdý  | 2. kolo | John Isner / #20            | výhra  | 6–3, 6–4                     | [ 80 ]  |
| 896. | Shanghai Rolex Masters      | Čína        | 10/10 | 1000 | venku | tvrdý  | 3. kolo | Andreas Seppi / #58         | výhra  | 6–3, 6–4                     | [ 81 ]  |
| 897. | Shanghai Rolex Masters      | Čína        | 10/10 | 1000 | venku | tvrdý  | QF      | Robin Söderling / #5        | výhra  | 6–1, 6–1                     | [ 82 ]  |
| 898. | Shanghai Rolex Masters      | Čína        | 10/10 | 1000 | venku | tvrdý  | SF      | Novak Djoković / #2         | výhra  | 7–5, 6–4                     | [ 83 ]  |
| 899. | Shanghai Rolex Masters      | Čína        | 10/10 | 1000 | venku | tvrdý  | Finále  | Andy Murray / #4            | prohra | 6–3, 6–2                     | [ 84 ]  |
| — | If Stockholm Open           | Švédsko     | 10/18 | 250  | venku | tvrdý  | 1. kolo | volný los                   |        |                              |         |
| 900. | If Stockholm Open           | Švédsko     | 10/18 | 250  | venku | tvrdý  | 2. kolo | Taylor Dent / #101          | výhra  | 6–1, 6–2                     | [ 85 ]  |
| 901. | If Stockholm Open           | Švédsko     | 10/18 | 250  | venku | tvrdý  | QF      | Stanislas Wawrinka / #21    | výhra  | 2–6, 6–3, 6–2                | [ 86 ]  |
| 902. | If Stockholm Open           | Švédsko     | 10/18 | 250  | venku | tvrdý  | SF      | Ivan Ljubičić / #17         | výhra  | 7–6(7–5), 6–2                | [ 87 ]  |
| 903. | If Stockholm Open           | Švédsko     | 10/18 | 250  | venku | tvrdý  | Finále  | Florian Mayer / #47         | vítěz  | 6–4, 6–3                     | [ 88 ]  |
| 904. | Swiss Indoors Basel         | Švýcarsko   | 11/1  | 500  | hala  | tvrdý  | 1. kolo | Alexandr Dolgopolov / #48   | výhra  | 6–4, 5–2skreč                | [ 89 ]  |
| 905. | Swiss Indoors Basel         | Švýcarsko   | 11/1  | 500  | hala  | tvrdý  | 2. kolo | Janko Tipsarević / #46      | výhra  | 6–3, 6–4                     | [ 90 ]  |
| 906. | Swiss Indoors Basel         | Švýcarsko   | 11/1  | 500  | hala  | tvrdý  | QF      | Radek Štěpánek / #38        | výhra  | 6–3, 6–2                     | [ 91 ]  |
| 907. | Swiss Indoors Basel         | Švýcarsko   | 11/1  | 500  | hala  | tvrdý  | SF      | Andy Roddick / #9           | výhra  | 6–2, 6–4                     | [ 92 ]  |
| 908. | Swiss Indoors Basel         | Švýcarsko   | 11/1  | 500  | hala  | tvrdý  | Finále  | Novak Djoković / #3         | vítěz  | 6–4, 3–6, 6–1                | [ 93 ]  |
| — | BNP Paribas Masters         | Francie     | 11/7  | 1000 | hala  | tvrdý  | 1. kolo | volný los                   |        |                              |         |
| 909. | BNP Paribas Masters         | Francie     | 11/7  | 1000 | hala  | tvrdý  | 2. kolo | Richard Gasquet / #28       | výhra  | 6–4, 6–4                     | [ 94 ]  |
| 910. | BNP Paribas Masters         | Francie     | 11/7  | 1000 | hala  | tvrdý  | 3. kolo | Radek Štěpánek / #41        | výhra  | 6–4, 6–3                     | [ 95 ]  |
| 911. | BNP Paribas Masters         | Francie     | 11/7  | 1000 | hala  | tvrdý  | QF      | Jürgen Melzer / #12         | výhra  | 6–1, 7–6(7–4)                | [ 96 ]  |
| 912. | BNP Paribas Masters         | Francie     | 11/7  | 1000 | hala  | tvrdý  | SF      | Gaël Monfils / #14          | prohra | 7–6(9–7), 6–7(1–7), 7–6(7–4) | [ 97 ]  |
| 913. | ATP World Tour Finals       | V. Británie | 11/21 | WC   | hala  | tvrdý  | zs      | David Ferrer / #7           | výhra  | 6–1, 6–4                     | [ 98 ]  |
| 914. | ATP World Tour Finals       | V. Británie | 11/21 | WC   | hala  | tvrdý  | zs      | Andy Murray / #5            | výhra  | 6–4, 6–2                     | [ 99 ]  |
| 915. | ATP World Tour Finals       | V. Británie | 11/21 | WC   | hala  | tvrdý  | zs      | Robin Söderling / #4        | výhra  | 7–6(7–5), 6–3                | [ 100 ] |
| 916. | ATP World Tour Finals       | V. Británie | 11/21 | WC   | hala  | tvrdý  | SF      | Novak Djoković / #3         | výhra  | 6–1, 6–4                     | [ 101 ] |
| 917. | ATP World Tour Finals       | V. Británie | 11/21 | WC   | hala  | tvrdý  | Finále  | Rafael Nadal / #1           | vítěz  | 6–3, 3–6, 6–1                | [ 102 ] |
| QF – čtvrtfinále, SF – semifinále, zs – základní skupina kategorie: 250 – ATP 250 Series / 500 – ATP 500 Series / 1000 – Masters Series / GS – Grand Slam / WC – Turnaj mistrů |                             |             |       |      |       |        |         |                             |        |                              |         |

## Přehled finále
| Legenda                    |
| Grand Slam (1–0 D)         |
| Tennis Masters Cup (1–0 D) |
| ATP Masters Series (1–3 D) |
| ATP World Tour 500 (1–0 D) |
| ATP World Tour 250 (1–1 D) |
| D – dvouhra; Č – čtyřhra   |

| Finále dle povrchu |
| ------------------ |
| tvrdý (5–2 D)      |
| antuka (0–1 D)     |
| tráva (0–1 D)      |

| Finále dle místa |
| ---------------- |
| venku (2–4 D)    |
| hala (3–0 D)     |

### Dvouhra: 9 (5–4)
| stav      | č.  | datum              | turnaj                            | povrch    | soupeř ve finále | výsledek                |
| --------- | --- | ------------------ | --------------------------------- | --------- | ---------------- | ----------------------- |
| Vítěz     | 62. | 31. ledna 2010     | Melbourne, Austrálie (4)          | tvrdý     | Andy Murray      | 6–3, 6–4, 7–6(13–11)    |
| Finalista | 25. | 16. května 2010    | Madrid, Španělsko (2)             | antuka    | Rafael Nadal     | 4–6, 6–7(5–7)           |
| Finalista | 26. | 13. června 2010    | Halle, Německo                    | tráva     | Lleyton Hewitt   | 6–3, 6–7(4–7), 4–6      |
| Finalista | 27. | 15. srpna 2010     | Toronto, Kanada (2)               | tvrdý     | Andy Murray      | 5–7, 5–7                |
| Vítěz     | 63. | 23. srpna 2010     | Cincinnati, Spojené státy (4)     | tvrdý     | Mardy Fish       | 6–7(5–7), 7–6(7–1), 6–4 |
| Finalista | 28. | 17. října 2010     | Šanghaj, Čína                     | tvrdý     | Andy Murray      | 3–6, 2–6                |
| Vítěz     | 64. | 24. října 2010     | Stockholm, Švédsko                | tvrdý (h) | Florian Mayer    | 6–4, 6–3                |
| Vítěz     | 65. | 7. listopadu 2010  | Basilej, Švýcarsko (4)            | tvrdý (h) | Novak Djoković   | 6–4, 3–6, 6–1           |
| Vítěz     | 66. | 28. listopadu 2010 | Turnaj mistrů, Velká Británie (5) | tvrdý (h) | Rafael Nadal     | 6–3, 3–6, 6–1           |

## Finanční odměny
| Soutěž                    | turnaj                    | finanční odměna |
| ------------------------- | ------------------------- | --------------- |
| Dvouhra                   | Qatar Open                | $52 520         |
| Dvouhra                   | Australian Open           | A$2 100 000     |
| Dvouhra                   | Indian Wells Masters      | $21 300         |
| Dvouhra                   | Miami Masters             | $39 800         |
| Dvouhra                   | Rome Masters              | €14 500         |
| Dvouhra                   | Estoril Open              | €20 500         |
| Dvouhra                   | Mutua Madrid Masters      | €270 000        |
| Dvouhra                   | French Open               | $140 000        |
| Dvouhra                   | Gerry Weber Open          | €59 900         |
| Dvouhra                   | Wimbledon                 | £125 000        |
| Dvouhra                   | Canada Masters            | $222 000        |
| Dvouhra                   | Cincinnati Masters        | $443 500        |
| Dvouhra                   | US Open                   | $525 000        |
| Dvouhra                   | Shanghai ATP Masters 1000 | $302 000        |
| Dvouhra                   | Stockholm Open            | €95 845         |
| Dvouhra                   | Davidoff Swiss Indoors    | €291 700        |
| Dvouhra                   | BNP Paribas Masters       | €105 500        |
| Dvouhra                   | Tennis Masters Cup        | $1 630 000      |
| Čtyřhra                   | Rome Masters              | €8 150          |
| Čtyřhra                   | Gerry Weber Open          | €1 740          |
| Přehled                   | výdělek v sezóně          | $7 698 289      |
| Přehled                   | výdělek v kariéře         | $61 060 358     |
| kurziva – turnajový titul |                           |                 |